# Isaac Wildrick
Isaac Wildrick (* 3. März 1803 in Marksboro, Warren County, New Jersey; † 22. März 1892 in Blairstown, New Jersey) war ein US-amerikanischer Politiker. Zwischen 1849 und 1853 vertrat er den Bundesstaat New Jersey im US-Repräsentantenhaus.

## Werdegang
Isaac Wildrick besuchte die öffentlichen Schulen seiner Heimat und arbeitete danach in Blairstown in der Landwirtschaft. In den folgenden Jahrzehnten bekleidete er verschiedene lokale Ämter in seiner Heimat. So war er von 1827 bis 1832 Polizist im Warren County. Außerdem fungierte er von 1829 bis 1831 als Leichenbeschauer. Danach war er von 1834 bis 1839 Friedensrichter. Anschließend hatte er bis 1841 den Posten des Sheriff im Warren County inne. In den Jahren 1842 bis 1848 leitete Wildrick das Armenhaus in seinem Bezirk.
Politisch war er Mitglied der Demokratischen Partei. Zwischen 1845 und 1848 gehörte er dem Kreisrat im Warren County an. Bei den Kongresswahlen des Jahres 1848 wurde er im dritten Wahlbezirk von New Jersey in das US-Repräsentantenhaus in Washington, D.C. gewählt, wo er am 4. März 1849 die Nachfolge von Joseph E. Edsall antrat.  Nach einer Wiederwahl konnte er bis zum 3. März 1853 zwei Legislaturperioden im Kongress absolvieren. Diese waren von den Diskussionen um die Sklaverei im Vorfeld des Bürgerkrieges geprägt. Im Jahr 1852 verzichtete Isaac Wildrick auf eine weitere Kandidatur.
Nach dem Ende seiner Zeit im US-Repräsentantenhaus arbeitete er in der Landwirtschaft. In den Jahren 1856 bis 1859 war er noch einmal Kreisrat; von 1882 bis 1885 gehörte er trotz seines inzwischen hohen Alters der New Jersey General Assembly an. Er starb am 22. März 1892 in Blairstown und wurde in Marksboro beigesetzt.